# NEC Red Rockets
 NEC Red Rockets (em japonês: NECレッドロケッツ) é um time de voleibol feminino japonês com base em Kawasaki, Japão. Fundado em 1978, joga na V. Premier League, é um time de voleibol da empresa NEC Corporation .

## Títulos e resultados
- Campeonato Asiático de Clubes:2016[2]
- Campeonato Asiático de Clubes:2000[2]
- V.Premier League: 1987-88, 1996-97, 1999-00, 2002-03, 2004-05, 2014-15, 2016-17[2]
- V.Premier League: 1987, 1996, 1998, 2002[2]
- V.League Top Match:2015[2]
- Copa da Imperatriz:2015[2]
- Torneio de Kurowashiki:1997 e 2001[2]
- Torneio de Kurowashiki:1985,1987,1990,1995,1996,1999,2011 e 2013[2]